# Ceratozetella heterocuspis
Ceratozetella heterocuspis är en kvalsterart som först beskrevs av Balogh och Sandór Mahunka 1965.  Ceratozetella heterocuspis ingår i släktet Ceratozetella och familjen Ceratozetidae. Inga underarter finns listade i Catalogue of Life.